# Låpsley
Låpsley, pseudonimo di Holly Lapsley Fletcher (Southport, 7 agosto 1996), è una cantautrice, musicista e produttrice discografica britannica.

## Biografia
Låpsley ha firmato un contratto discografico con la XL Recordings nel 2014 e l'anno seguente è stata candidata nell'annuale lista Sound of... stilata dalla BBC. Il suo album di debutto, intitolato Long Way Home, è stato pubblicato a marzo 2016 ed è entrato in numerose classifiche nazionali; in particolare, alla 32ª posizione nel Regno Unito, alla 75ª in Australia, alla 70ª in Canada e alla 196ª negli Stati Uniti. È stato promosso dal singolo Hurt Me, che ha raggiunto la numero 8 in Belgio, dove è stato certificato disco d'oro. A luglio 2016 si è esibita al Lollapalooza e ai NME Awards del medesimo anno ha ricevuto una candidatura come Miglior nuovo artista. Nel 2020 è uscito il suo secondo album Trough Water.

## Discografia

### Album in studio
- 2016 – Long Way Home
- 2020 – Through Water
- 2023 – Cautionary Tales of Youth
- 2025 - I’M A HURRICANE I’M A WOMAN IN LOVE

### EP
- 2014 – Monday
- 2015 – Understudy
- 2019 – These Elements

### Singoli
- 2014 – Station
- 2014 – Painter (Valentine)
- 2014 – Falling Short
- 2015 – Brownlow
- 2015 – Hurt Me
- 2016 – Love Is Blind
- 2016 – Operator (He Doesn't Call Me)
- 2019 – My Love Was Like the Rain
- 2019 – Ligne 3
- 2020 – Womxn